# Hans Engell
Hans Engell (ur. 8 października 1948 w Kopenhadze) – duński polityk i dziennikarz, poseł do Folketingetu, minister obrony i sprawiedliwości w rządach Poula Schlütera, w latach 1993–1997 przewodniczący Konserwatywnej Partii Ludowej.

## Życiorys
Kształcił się w Akademii w Sorø, w latach 1969–1970 studiował w szkole dziennikarskiej Danmarks Journalisthøjskole. Praktykował i następnie w latach 70. pracował w redakcji gazety „Berlingske Tidende”. Zaangażował się w działalność polityczną w ramach Konserwatywnej Partii Ludowej, wstąpił także do afiliowanych przy niej organizacji młodzieżowej i studenckiej. W latach 1978–1982 kierował biurem prasowym konserwatystów i ich partyjnym czasopismem „Vor Tid”.
Od września 1982 do września 1987 sprawował urząd ministra obrony. Od października 1989 do stycznia 1993 był ministrem sprawiedliwości. W 1984 po raz pierwszy został wybrany do Folketingetu. Z powodzeniem ubiegał się o poselską reelekcję w wyborach w 1987, 1988, 1990, 1994 i 1998.
W 1993 został nowym przewodniczącym swojego ugrupowania. W lutym 1997 spowodował kolizję drogową, prowadząc samochód w stanie nietrzeźwości. W konsekwencji zrezygnował wówczas z kierowania partią. Członkiem duńskiego parlamentu był natomiast do 2000, kiedy to złożył mandat deputowanego. Objął w tym samym roku stanowisko redaktora naczelnego dziennika „Ekstra Bladet”, które zajmował do 2007. Pozostał później aktywnym komentatorem politycznym.